# 奧金寶
奧金寶（1932年6月11日—2023年7月27日），又譯奧甘寶，香港菲律賓裔樂隊領班、編曲家、作曲家，活躍於1960年代至1990年代，曾獲香港電台頒發樂壇之最高榮譽「金針獎」（當屆稱作「香港電台榮譽獎」）。

## 簡歷
奧金寶生於菲律賓，自小學習吹奏樂器，但沒有受過正規的音樂理論教育，其後透過看書、抄音符及和弦的方法自學編曲。奧金寶於1940年代初已投身音樂界，1960年代赴香港領導樂隊「Major and Minor」，1970年代成為麗的電視樂隊領班，曾坐鎮《星期三晚會》、《家燕與小田》等音樂綜藝節目。他自1960年代開始已展開編曲人生涯，多年來合作的對象包括著名粵語流行曲創作人顧嘉煇、黃霑、黎小田、盧國沾，以及香港寶麗金、娛樂唱片公司等。編曲名作則有羅文《小李飛刀》、汪明荃《熱咖啡》、葉振棠《戲劇人生》、葉振棠《浮生六劫》、葉振棠《浴血太平山》、葉振棠《找不著藉口》、葉振棠《太極張三豐》、葉振棠《大內群英》、葉振棠《大俠霍元甲》、關正傑《大地恩情》、關正傑《變色龍》、關正傑《天龍訣》、關正傑《殘夢》、關正傑《一點燭光》、關正傑及雷安娜《人在旅途灑淚時》、徐小明《大號是中華》、李龍基《巨星》、袁麗嫦《鱷魚淚》、鄭少秋《火燒圓明園》、蔡楓華《IQ成熟時》、張國榮《為你鍾情》、陳百強《摘星》、梅艷芳《孤身走我路》、呂方《求你講清楚》等。奧金寶亦曾為流行歌手作曲，如梅艷芳和張國榮（《緣份》）、甄妮（《木頭人》）、何家勁（《長伴忠魂舞》）、鮑翠薇（《浮生三記》）、陳松伶（《相聚一刻》）等。
1979年，奧金寶與麗的電視歌手張國榮赴韓國參加亞洲職業歌手歌唱邀請賽，憑《Thank You》一曲分別獲得最佳作曲獎及最有前途歌星獎。
1984年2月12日，奧金寶於由香港電台舉辦的1983年度第六屆十大中文金曲頒獎音樂會上，從顧嘉煇手中接受「香港電台榮譽獎」（第七屆起改稱「金針獎」至今），乃十大中文金曲頒獎音樂會所頒發之樂壇最高榮譽。
據黃霑於1991年所述，奧金寶曾因心臟病而先後數度中風，遂退休並與女兒等家人移居美國。:169 退休後，奧金寶亦曾偶爾替歌手編曲，而最後一首有確實紀錄的編曲作品，則為由潘美辰主唱的1993年香港電影《新碧血劍》國語主題曲《情劍》。該曲由黃霑包辦曲詞，後黃霑希望奧金寶能重出江湖，遂特意將《情劍》的旋律寄到洛杉磯請奧金寶編曲，後再邀請奧金寶回港協助錄音。:423 其後，奧金寶退隱樂壇。
2023年7月27日，奧金寶在位於美國加州的家中離世，享年91歲。其死訊由香港菲律賓裔資深編曲家盧東尼、香港男歌手倫永亮，以及香港女藝人樊亦敏證實。 2023年8月5日，奧金寶的喪禮假美國加州杭亭頓海灘聖文生天主教教堂（St. Vincent de Paul Catholic Church）舉行，遺體其後安葬位於杭亭頓海灘的墳場（Good Shepherd Cemetery）。

## 評價
黃霑讚賞其弦樂編曲與和弦聲位（Voicing）的技巧，並認為他擅長運用吹管樂器和中國樂器來編曲。 黃霑曾憶述：
「我曾見過奧金寶編曲，編十多人大樂隊的樂譜，半句鐘就完成，而且是編得非常好。他用鉛筆，好像插飛鏢般，逐個音符下點，一點就是，全香港只得兩個人能看懂他的譜。他真是天才，這班人（菲律賓音樂人）任勞任怨，十分勤力，經常通宵熬夜。他們晚上多數去夜總會當樂隊領班，深夜一、二時打烊後回家，繼續編曲，日間幾乎每天都有錄音，早上十時，至下午六時，吃過晚飯，又上班去。所以後來奧金寶曾中風三次，其實是太辛苦了。」:160

音樂監製趙文海：
「在行內有兩個人是我敬重：樂隊『Major and Minor』的編曲家奧金寶，他把西洋和中國樂器合編，作品神級，例如《天龍訣》……」

創作歌手倫永亮：
「每一首普普通通的歌，經過他的處理，便變成非常不普通。我覺得他在七，八十年代真的為我們香港樂壇貢獻了很多，因為那個時候很多流行歌曲都是他擔任編曲的。可以說是，我們香港流行樂曲樂壇的崛起，全賴這一些殿堂級的菲律賓音樂家，因為他們編曲的技巧和概念，都非常之工整，但是亦有許多創新。香港的流行樂壇，漸漸再不是只限於充滿了中國小調的濃厚，而增加了很多西洋歌曲的風味，從而令到我們香港那個時代的音樂有一個大躍進。」

## 作、編曲紀錄
1965年
- The Chopsticks - Medley： Can't Buy Me Love、Love Potion No. 9、Satisfaction（編）
- 潘迪華 - I Am Yours（編）

1971年
- 姚蘇蓉專輯《不變的情．愛你三百六十年》（與顧嘉煇分擔編曲工作）

1974年
- Rebecca Pan & The Voices Of Maryknoll的專輯《White Christmas》編曲

1975年
- 電影《大家樂》原聲大碟全部歌曲（編）
- 杜麗莎 - I've Got The Music In Me、Could We Start Again Please、Do You Love Me、Jamie、Chapel Of Love、Kissin' In The Back Row Of The Movies（編）

1977年
- 姚蘇蓉 - 專輯《南風·漁家女全碟》編曲

1978年
- 羅文 - 小李飛刀[註 1]、童年夢（編）
- 關正傑專輯《變色龍》全碟編曲
- 李龍基 - 巨星（編）
- 袁麗嫦 - 鱷魚淚（編）
- The NEW TOPNOTES - 專輯《WHERE DO WE GO FROM HERE?》全碟編曲

1979年
- 關正傑 - 我要走天涯[註 3]、孤芳獨對天、月亮照高原[註 4]、天龍訣、殘夢[註 2]（編）
- 陳美齡 - 願君真愛不相欺[註 5]（編）
- 張國榮 - Thank You（與A. Morris共同創作）
- 李龍基 - 怒劍鳴（編）

1980年
- 鄧麗君 - 原鄉情濃（編）
- 鄭少秋 - 茫茫遠山路（編）
- 張德蘭 - 紫水晶[註 6]、兩對球鞋、突破（編）
- 關正傑 - 大地恩情、金山夢（編）
- 關正傑、雷安娜 - 人在旅途灑淚時（編）
- 葉振棠 - 戲劇人生、浮生六劫、大內群英、太極張三豐、茫茫前路、火光（編）
- 薰妮 - 浪漫的情調、小貓的故事、遠方斜陽路（編）
- 甄妮 - 瘋狂大老千、孤星淚（編）
- 汪明荃 - 愛在黃昏（編）
- 曾路得 - 驟雨中的陽光、風箏（編）
- 華娃兒童合唱團（喃嘸獨白：黃宇詩） - 機靈小和尚（編）

1981年
- 李龍基 - 愛的理想、像風（作、編）
- 余安安 - 彩雲深處（編）
- 關正傑 - 緣、愛的音訊、一點燭光、怎麼意思（編）
- 蔡楓華 - 煙外曉雲輕（編）
- 葉振棠 - 大俠霍元甲、找不著藉口、浴血太平山、遊俠張三豐（編）；無知的她（作）
- 劉志榮 - 香江之歌、再會太平山（編）
- 杜麗莎 - 珠海梟雄、情深惹恨苗（編）
- 羅文 - 珍珠、一杯咖啡、我要高飛（作、編）
- 汪明荃 - 熱咖啡（編）
- 蔡楓華 - IQ成熟時（編）
- 葉德嫻 - 星塵[註 7]、愛情味道、美夢、樹上的小詩（編）
- 林嘉寶 - 出線、只要愛情活著（編）
- 威利 - 長街即景（編）

1982年
- 蔡楓華 - 葦草指環（編）
- 彭健新 - 有我一貫原則（作）
- 湯正川、王綺嘉 - Don't Close The Door On （作、編）
- 徐小明 - 大號是中華（編）
- 蔣麗萍 - 這個圈子、他在欺騙、愛情跑道（作、編）
- 甄妮 - 木頭人、烘一烘 （作）、蓮一朵、玄、花季（編）
- 何家勁 - 知你難呼救、長伴忠魂舞（作、編）
- 林嘉寶 - 撕去的回憶、再生戀（作、編）
- 鄧惠欣 - 禿鷹（作、編）、戰士、流浪者的獨白、鴿子哀歌、汗造的路（編）

1983年
- 羅文 - 今晚夜醉了、故鄉（編）
- 陳美齡 - 願你繼續醉、明日夢（編）
- 徐小鳳 - 星星問[註 8]（編）
- 梅艷芳 - 珍珠指環的約誓、殘月碎春風、迎風上路 （編）
- 鮑翠薇 - 有一日忘掉我（編）、讓我告訴你、浮生三記（作、編）
- 鄭少秋 - 火燒圓明園（編）
- 鄧麗君 - 怎麼開始[註 9] （編）
- 麥潔文 - 螳螂與我（編）
- 兒童合唱 - 新醒目仔（作、編）
- 關正傑 - 紅了我的臉（編）
- 葉德嫻 - 施展法術[註 10]（編）

1984年
- 區瑞強 - 幽幽青春夢、情不自禁、沉醉兩心間（編）
- 梅艷芳 - 留住你今晚（編）
- 梅艷芳、張國榮 - 緣份（作、編）
- 張國榮 - H2O[註 11]、藍色憂鬱[註 12]（編）
- 陳百強 - 摘星 （編）
- 溫兆倫 - 小生也瘋狂 （作、編）
- 徐小鳳 - 萬里星河（作、編）
- 麥潔文 - 唐吉珂德、龍壁懷古、愛情遊戲、留住今天這份愛、愛跳舞的少女、不想再迷網、歸去吧、獨自追憶過去（編）
- 溫兆麟 - 滿江紅、十二金牌、大醉之後（編）
- 鄭少秋 - 畢竟是場夢、從頭再聚（作）、捕魚郎、秋去冬來[註 13]、家鄉夢（編）
- 葉玉萍 - 贈我成功一吻（作）

1985年
- 盧業瑂 - 悠悠清風（作）
- 梅艷芳 - 覓愛重重（編）
- 關正傑 - 一把聲音、痴到情之最（編）
- 張國榮 - 為你鍾情（編）
- 呂方 - 普通人 （編）
- 羅文 - 波斯貓[註 14] （編）
- 《亞洲小姐競選》主題音樂
- 杜惠均 - ATV電視劇《群芳頌》同名主題曲（作、編；原曲為奧金寶所譜寫的《亞洲小姐競選》主題音樂）
- 徐小明 - 橋上橋下（作、編）

1986年
- 徐小鳳 - 每一步[註 15]、HELLO PAULA、緣來緣去、字條（編）
- 張國榮 - 刻骨銘心（編）
- 呂方 - 求你講清楚[註 16]（編）
- 關菊英 - 黑影（作、編）
- 關正傑 - 眼裡的雲彩（編）
- 梅艷芳 - 孤身走我路[註 17]、不了情 （編）
- 鄭少秋 - 明月的希望（作、編）、八陣圖、今夜、痴痴愛情夢、愛的傾瀉、情像星隕（編）

1987年
- 陳百強 - 夢囈、夢囈音樂版、情人、錯愛（編）
- 陳松伶 - 相聚一刻（作、編）
- 倫永亮 - 寄意（編）

1988年
- 許志安 - 誰令妳別離（編）

1989年
- 徐小鳳 - 別亦難（編）
- 陳松伶 - 相聚一刻（作、編）

1990年
- 林珊珊 - 小小女人（作）

1991年
- 林子祥 - 不要笑我癡（編）

1993年
- 張學友 - 青春心（編）
- 潘美辰 - 情劍（編）

## 註腳
1. 1 2  與顧嘉煇共同編曲
2. 1 2  與黎小田共同編曲
3. ↑  原曲：TALL PINE TREE(Peter Yarrow)
4. ↑  原曲：JUST WHEN I NEEDED YOU MOST(Randy VanWarmer)
5. ↑  原曲：一個陌生的女孩(余天)
6. ↑  原曲：安奈(甲斐バンド)
7. ↑  原曲：星の砂(小柳ルミ子)
8. ↑  原曲：Never Could Say Good bye(大塚博堂)
9. ↑  原曲：Kenangan Lalu(Fredo Flybaits安奈)
10. ↑  原曲：LIKE A LOVER(Sergio Mendes & Brasil '66)
11. ↑  原曲：Tokyo(澤田研二)
12. ↑  原曲：ほっといてくれ(鄉廣美)
13. ↑  原曲：與作(北島三郎)
14. ↑  原曲：憧れのSummer House(中村雅俊)
15. ↑  原曲：思えば遠くへ来たもんだ(海援隊)
16. ↑  原曲：Nothing's Gonna Change My Love For You(喬治·班森)
17. ↑  原曲：This is my trial(山口百惠)

## 外部連結
- 菲律賓音樂人對香港流行音樂的影響 （页面存档备份，存于）（香港大學亞洲研究中心）
- 香港作曲家及作詞家協會（帶已登記曲作詞作搜索引擎） （页面存档备份，存于）
- 香港電影資料館（康文署）網上目錄 （页面存档备份，存于）